# Югу
Югу (ест. Jugu) — село в Естонії, входить до складу волості Риуге, повіту Вирумаа.